# 東海NEXUS
東海NEXUS（とうかいネクサス）は、愛知県一宮市に活動拠点を置く女子硬式野球のクラブチームである。全日本女子野球連盟、全日本女子硬式クラブ野球連盟、中部女子硬式野球連盟（センターリーグ）に所属している。

## 概要

### チーム名の由来とビジョン
チーム名の「NEXUS」は英語で「連鎖」「連結」「つながり」を意味し、女子野球選手の活動の場の創出、未来を担う子どもたちが健やかに育つ環境作り、地域雇用への貢献を理念に、本拠地の一宮市に限らず、愛知県、東海地方、中部地方の女子野球の知名度の向上、文化の発展を目的として活動している。チームビジョンは「社会人としてのチカラを野球に、野球人としてのチカラを社会に」を掲げ、野球選手として・社会人として社会に貢献できる人材育成を目指している。

### 発足までの経緯
2018年に淡路島から愛知県一宮市に移転してきた日本女子プロ野球機構（JWBL）球団の愛知ディオーネは、地元密着をキーワードに順調に女子野球文化を地域に根付かせていった。ところが2019年のシーズン終了後に、契約形態の変更などをめぐってJWBLの全所属選手（71人）の半数以上（36人）が退団。さらには2020年のシーズンは全球団が京都に集結し、関西を中心としたリーグ戦を開催することが発表された。これにより愛知ディオーネは、チーム名に愛知という地域名こそ残せどわずか2年で事実上の撤退となった。
ディオーネの監督であった碇穂は、愛知県に移転してきた際、東海地方の女子野球の知名度の低さを目の当たりにし、学校訪問や野球教室などを積極的に行っていた。ところが女子プロ野球チームが撤退することにより東海地方の女子野球文化が再び衰退する危機を感じたことから一宮市に残り、一宮を拠点とした東海地方・中部地方の女子野球の知名度を向上させるためのチームを作ることを決意。2020年2月16日に東海NEXUSの創設が発表された。初代メンバーとしてディオーネ時代の教え子でもある堀田ありさ、三原遥、只埜榛奈、榊原梨奈の4人に加え、女子プロ野球に所属していた青木悠華、山口千沙季の6人が所属することも同時に発表された。
同年3月16日には法人化のアナウンスを行い、一般社団法人東海NEXUSとしての活動を行うことが発表された。
2020年は出場登録選手が規定に満たないことからチーム単独でのリーグ戦参加を見送ることになり、山口千沙季、三原遥の退団などにより人数が揃うのに苦労を伴ったが、2021年から愛知ディオーネを退団した笹沼菜奈、ハナマウイから樋口楓が加入すると、4月1日に新入団選手5名が加入し、チーム単独で一般社団法人全日本女子野球連盟への加盟ができることとなった。

## 所属選手
2024年12月15日発表時点。

### 監督・コーチ
| 背番号 | 役職         | 氏名     | 備考           |
| ------ | ------------ | -------- | -------------- |
| 50     | 代表         | 碇穂     | 2024年まで監督 |
|        | 監督         | 只埜榛奈 | 2024年まで選手 |
| 88     | ヘッドコーチ | 高木道彦 |                |
| 89     | コーチ       | 平松聡   |                |
| 22     | 広報         | 笹沼菜奈 | 2023年まで選手 |
|        | スタッフ     | 野口眞孝 |                |

### 投手
| 背番号 | 氏名       | 投 | 打 | 備考                       |
| ------ | ---------- | -- | -- | -------------------------- |
| 16     | 藤井亜子   | 右 | 左 | 福知山成美高               |
| 17     | 佐藤遥     | 右 | 右 | 花巻東高                   |
| 18     | 堀田ありさ | 右 | 右 | 2019年JWBL・愛知ディオーネ |
| 19     | 西垣津愛   | 右 | 左 | 至学館大                   |
| 47     | 三浦ひより | 右 | 左 | 福知山成美高               |

### 捕手
| 背番号 | 氏名   | 投 | 打 | 備考 |
| ------ | ------ | -- | -- | ---- |
| 53     | 樋口楓 | 右 | 右 |      |

### 内野手
| 背番号 | 氏名            | 投 | 打 | 備考       |
| ------ | --------------- | -- | -- | ---------- |
| 1      | 藤田理子        | 右 | 左 |            |
| 4      | 齊藤千夏        | 右 | 左 |            |
| 9      | 高橋咲耶        | 右 | 右 |            |
| 31     | 市川結          | 右 | 右 |            |
| 54     | 田中凜 (副主将) | 右 | 右 | 2024年加入 |

### 外野手
| 背番号 | 氏名                     | 投 | 打 | 備考       |
| ------ | ------------------------ | -- | -- | ---------- |
| 2      | 酒井柚里                 | 右 | 左 | 2024年加入 |
| 7      | 菰田晴香 (主将)          | 右 | 右 |            |
| 8      | 藤原和那子               | 右 | 左 |            |
| 26     | 古市莉子                 | 左 | 左 | 2024年加入 |
| 29     | エロディー・オーサリバン | 右 | 右 |            |

## 過去の主な所属選手
- 山口千沙季（2020年退団）
- 三原遥（2021年退団）
- 榊原梨奈（2021年退団）
- 青木悠華（2023年春退団）
- 小原美南（2023年退団）

## メディア出演
- FMいちのみや　i-スポーツMix!（2020年4月～　ユニアオレディース愛知、Dream Citrineと週変わりで担当）[17]

## スポンサー
2024年4月時点、五十音順。
| トップスポンサー - IHI機械システム - アバンセライフサポート - 久保田工務店 - コカ・コーラボトラーズジャパン - シーディアイ - シモテック - 大弘重機 - ティエムエフ - 豊島 - 日本貨物鉄道 | トップスポンサー - IHI機械システム - アバンセライフサポート - 久保田工務店 - コカ・コーラボトラーズジャパン - シーディアイ - シモテック - 大弘重機 - ティエムエフ - 豊島 - 日本貨物鉄道 | アクションスポンサー - さわやか接骨院はり・灸院 - ジェイアール貨物・東海ロジスティクス - 名古屋食糧 - SchoolMaker（明海学院） - 名工建設 - 紙ひこうきサードプレイス |
| グローアップスポンサー - CHILL OUT - FUKUTA TIRE - 焼鳥 あおい - FMいちのみや - 魚福 - エルテックサービス - オートボディーサービス - 大澤刀剣 - カラダほぐし ボディらっく               | グローアップスポンサー - CHILL OUT - FUKUTA TIRE - 焼鳥 あおい - FMいちのみや - 魚福 - エルテックサービス - オートボディーサービス - 大澤刀剣 - カラダほぐし ボディらっく               | 0 - 大衆食堂 日の出寿し食堂 - トーノーセキュリティ - はなの木薬局 - パン工房Murakami - ビルメン - 前田鐵鋼 - 光田モータース - 三輪塗装 - 森保染色株式会社           |